# Akiba Eisenberg
Bela Akiba Eisenberg (geboren 30. September 1908 in Nemessúr; gestorben 7. April 1983 in Wien) war der erste Oberrabbiner der Israelitischen Kultusgemeinde in Wien nach dem Zweiten Weltkrieg.

## Leben
Akiba Eisenberg wuchs in Vác (Ungarn) auf, besuchte die Jeschiwa in Vác und Pápa, erlangte mit 21 Jahren das Rabbinerdiplom, holte in Budapest die Matura nach und erlangte das zweite Rabbinerdiplom bei Michael Guttmann. An der Universität Budapest studierte er Philosophie und orientalische Sprachen und wurde 1937 promoviert. Nach seinem Studium arbeitete er als Religionslehrer für die jüdische Gemeinde in Pest und wurde 1947 Rabbiner in Győr. Die Zeit des Nationalsozialismus überlebte er versteckt auf dem Land. 1948 heiratete er in Budapest die aus Ungarn stammende Eva Kalisch und übersiedelte nach Wien, wo er das Amt des Oberrabbiners übernahm. Eisenberg gehörte der orthodox-zionistischen Bewegung Misrachi an.
Akiba Eisenberg ist bestattet in der Neuen Israelitischen Abteilung des Wiener Zentralfriedhofs.
Nach seinem Tod im Jahre 1983 übernahm sein Sohn Paul Chaim Eisenberg das Amt.